# 通恰伊·桑利
通恰伊·桑利（土耳其語：Tuncay Şanlı，土耳其語發音：[tunˈdʒaj ˈʃanɫɯ]，1982年1月16日—），通常稱通恰伊（Tuncay），是一名土耳其足球運動員，擔任前鋒。

## 生平
端基早年曾效力土耳其聯賽強隊費倫巴治，贏過土耳其聯賽冠軍。2007年登陸英超加盟米杜士堡，端基建樹不多，沒有獎項取得。
2009年8月28日端基由降班英冠的米杜士堡轉投英超史篤城，轉會費500萬英鎊，簽約四年，一直不獲重用，僅以後補身份取得上陣機會。
2011年1月31日，通恰伊转会加盟德甲球会沃尔夫斯堡，转会费为450万欧元。但於夏季英超新球季展開前被借用到保頓，為期一個球季，並可於借用期滿後優先買斷。

## 榮譽
- 土耳其
  - 2003年洲際國家盃：季軍
  - 2003年洲際國家盃：銀靴獎得主

- 費倫巴治
  - 2004年土耳其超級聯賽：冠軍
  - 2005年土耳其超級聯賽：冠軍
  - 2007年土耳其超級聯賽：冠軍

## 外部連結
- 通恰伊·桑利 – FIFA國際賽競賽紀錄 (存檔)
- Official fan site
- Tuncay Şanlı Profile